# Бокмакірі

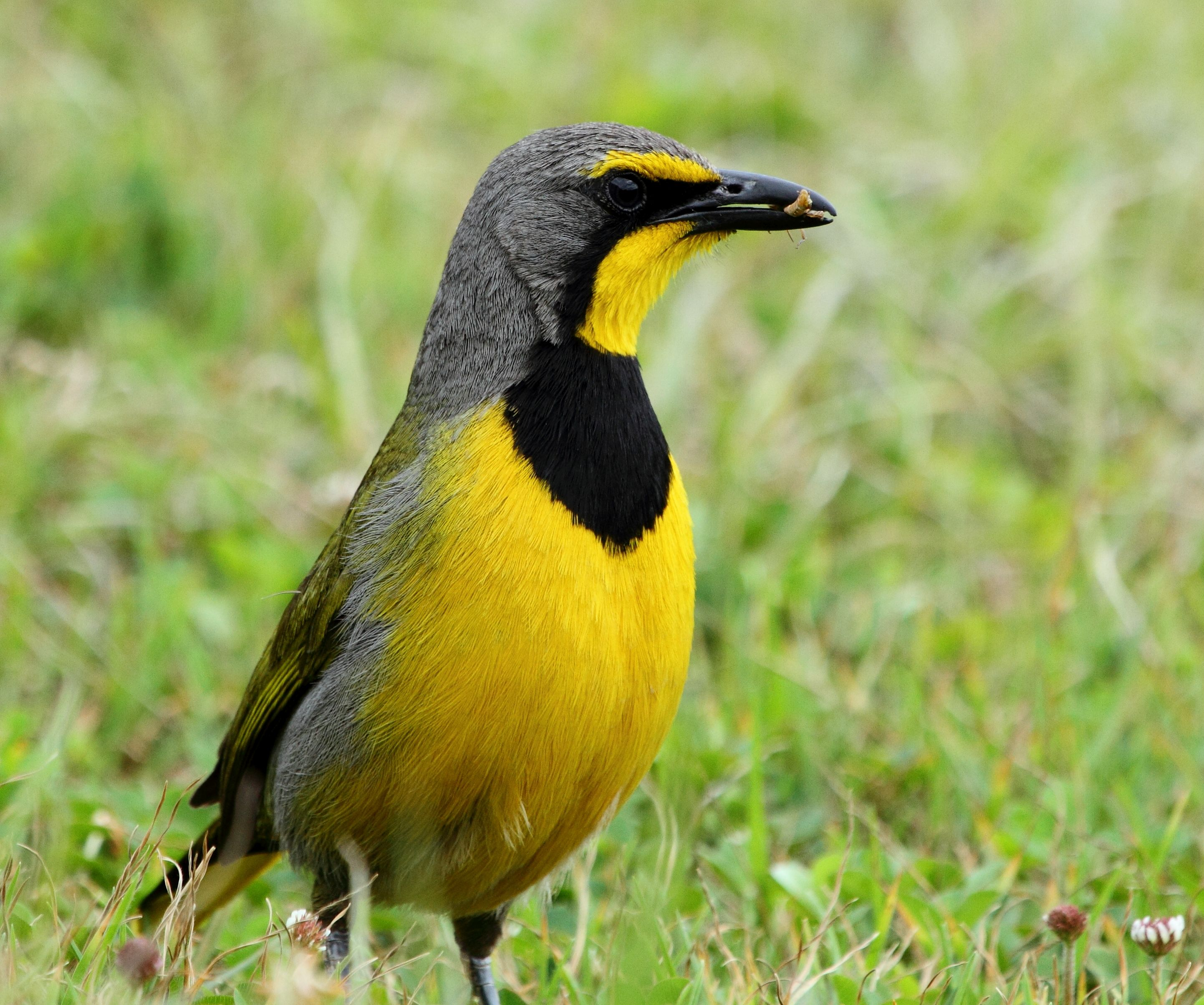
Бокмакірі

Бокмакірі (Telophorus zeylonus) — вид горобцеподібних птахів родини гладіаторових (Malaconotidae). Мешкає в Південній Африці.

## Опис
Довжина птаха становить 22-23 см. Верхня частина тіла оливково-зелена, хвіст чорний, на кінці жовтий. Голова і шия сірі, над очима жовті "брови". Нижня частина тіла жовта, на грудях широкий "комірець", кінці якого ідуть по шиї до очей і далі до дзьоба. Лапи сизі, дзьоб чорний. Виду не притаманний статевий диморфізм. У молодих птахів нижня частина тіла тьмяно-сіро-зелена, "комірець" відсутній.

## Підвиди
Виділяють чотири підвиди:
- T. z. restrictus Irwin, 1968 — поширений на сході Зімбабве та на заході Мозамбіку, в горах Чіманімані;
- T. z. phanus (Hartert, E, 1920) — поширений на півдні Анголи та на північному заході Намібії;
- T. z. thermophilus Clancey, 1960 — поширений в Намібії, Ботсвані та на північному заході ПАР;
- T. z. zeylonus (Linnaeus, 1766) — поширений на сході та півдні ПАР.

## Поширення і екологія
Бокмакірі поширені на заході Анголи та Намібії, на півдні Ботсвани, в Південно-Африканській Республіці, Лесото та Есватіні. Окрема популяція мешкає також в горах на кордоні Зімбабве та Мозамбіку. Вони живуть в чагарникових заростях, кару, фінбоші, сухій савані, в садах і плантаціях на висоті до 2500 м над рівнем моря.

## Поведінка
Бокмакірі харчуються комахами та іншими безхребетними, а також дрібними земноводними, плазунами, птахами та ссавцями. Гніздо чашоподібне. розміщується на дереві. В кладці 3 яйця. Інкубаційний період триває 16 днів, пташенята покидають гніздо на 18 день.

## Збереження
МСОП вважає цей вид таким, що не потребує особливих заходів зі збереження. Однак птахи підвиду T. z. restrictus є дуже рідкісними, їх популяція, за оцінками дослідників, нараховує близько 400 птахів. Загальна ж популяція бокмакірі нараховує до 10 000 птахів.